# Андрес Гомес (футболіст)
Ка́рлос Андре́с Го́мес Інестро́са (ісп. Carlos Andrés Gómes Hinestroza; нар. 12 вересня 2002) — колумбійський футболіст, вінгер французького клубу «Ренн» і збірної Колумбії. На правах оренди виступає за бразильський «Васко да Гама».

## Клубна кар'єра

### «Мільйонаріос»
Вихованець футбольної академії клубу «Мільйонаріос». 14 листопада 2021 року в матчі колумбійської Прімери проти клубу «Альянса Петролера» дебютував у професіональному футболі, вийшовши в стартовому складі.
2 березня 2022 року дебютував в Кубку Лібертадорес в матчі кваліфікації проти бразильського «Флуміненсе». 1 травня того ж року в поєдинку Прімери (Апертура) проти «Патріотаса» забив свій перший гол за «Мільйонаріос». В сезоні 2022 забив 12 голів у 50 зустрічах за «Мільйонаріос», ставши володарем Кубка Колумбії.

### «Реал Солт-Лейк»
10 січня 2023 року приєднався до клубу МЛС «Реал Солт-Лейк», уклавши п'ятирічний контракт з опцією продовження ще на один рік. У вищій лізі США дебютував 25 лютого в матчі стартового туру сезону 2023 проти «Ванкувер Вайткепс», замінивши Майкеля Чанга. Свій перший гол за «Реал Солт-Лейк» забив 24 квітня в поєдинку МЛС проти клубу «Сан-Хосе Ерсквейкс». 27 липня в матчі групового етапу проти мексиканського «Монтеррея» дебютував у Кубку ліг, замінивши Дієго Луну.

### «Ренн»
16 серпня 2024 року перейшов у французький клуб «Ренн», підписавши п'ятирічний контракт. Сума трансферу становила 11 млн доларів, а з урахуванням бонусів може сягати 13 млн. 1 вересня дебютував за «Ренн» в матчі Ліги 1 проти «Реймса», вийшовши на заміну Арно Калімуендо. 25 жовтня 2024 року в поєдинку Ліги 1 проти «Гавра» забив свій перший гол за «Ренн».

#### Оренда в «Васко да Гама»
19 серпня 2025 року відданий в оренду в бразильський клуб «Васко да Гама» з правом подальшого викупу.

## Кар'єра в збірній
У вересні 2022 року вперше викликаний до збірної Колумбії головним тренером Нестором Лоренсо для участі в тренувальному таборі.
10 грудня 2023 року дебютував за збірну Колумбії у товариському матчі проти збірної Венесуели (до 23 років), вийшовши в стартовому складі. Свій перший гол за збірну Колумбії забив 16 грудня того ж року, відзначившись в товариському поєдинку проти збірної Мексики.
В січні 2024 року потрапив в заявку збірної до 23 років на передолімпійський турнір КОНМЕБОЛ у Венесуелі. На турнірі провів 2 матчі групового етапу своєї команди, а колумбійці посіли останнє 5-те місце.

## Статистика виступів

### Клубна статистика
Станом на 17 травня 2025
| Клуб              | Сезон             | Чемпіонат           | Чемпіонат | Чемпіонат | Кубок | Кубок | Континентальні | Континентальні | Інші  | Інші | Всього | Всього |
| Клуб              | Сезон             | Дивізіон            | Матчі     | Голи      | Матчі | Голи  | Матчі          | Голи           | Матчі | Голи | Матчі  | Голи   |
| ----------------- | ----------------- | ------------------- | --------- | --------- | ----- | ----- | -------------- | -------------- | ----- | ---- | ------ | ------ |
| Мільйонаріос      | 2021              | Категорія Прімера A | 7         | 0         | 0     | 0     | 0              | 0              | —     | —    | 7      | 0      |
| Мільйонаріос      | 2022              | Категорія Прімера A | 41        | 9         | 8     | 3     | 1              | 0              | —     | —    | 50     | 12     |
| Мільйонаріос      | Всього            | Всього              | 48        | 9         | 8     | 3     | 1              | 0              | 0     | 0    | 57     | 12     |
| Реал Солт-Лейк    | 2023              | МЛС                 | 33        | 1         | 5     | 1     | 2              | 0              | —     | —    | 40     | 2      |
| Реал Солт-Лейк    | 2024              | МЛС                 | 23        | 13        | 0     | 0     | 2              | 0              | —     | —    | 25     | 13     |
| Реал Солт-Лейк    | Всього            | Всього              | 56        | 14        | 5     | 1     | 4              | 0              | 0     | 0    | 65     | 15     |
| Ренн              | 2024–25           | Ліга 1              | 17        | 3         | 2     | 0     | —              | —              | —     | —    | 19     | 3      |
| → Васко да Гама   | 2025              | Серія А             | 0         | 0         | 0     | 0     | 0              | 0              | 0     | 0    | 0      | 0      |
| Всього за кар'єру | Всього за кар'єру | Всього за кар'єру   | 121       | 26        | 15    | 4     | 5              | 0              | 0     | 0    | 141    | 30     |

1. ↑  Матчі в Кубку Лібертадорес
2. 1 2  Матчі в Кубку ліг

### Міжнародна статистика
Станом на 20 листопада 2024 
| Збірна            | Сезон             | Товариські | Товариські | Офіційні | Офіційні | Всього | Всього |
| Збірна            | Сезон             | Матчі      | Голи       | Матчі    | Голи     | Матчі  | Голи   |
| ----------------- | ----------------- | ---------- | ---------- | -------- | -------- | ------ | ------ |
| Колумбія          |                   |            |            |          |          |        |        |
| 2023              | 2                 | 1          | 0          | 0        | 2        | 1      |        |
| 2024              | 0                 | 0          | 2          | 1        | 2        | 1      |        |
| Всього за кар'єру | Всього за кар'єру | 2          | 1          | 2        | 1        | 4      | 2      |

### Матчі за збірну
Станом на 20 листопада 2024 
| Матчі Андреса Гомеса за збірну Колумбії | Матчі Андреса Гомеса за збірну Колумбії | Матчі Андреса Гомеса за збірну Колумбії | Матчі Андреса Гомеса за збірну Колумбії | Матчі Андреса Гомеса за збірну Колумбії | Матчі Андреса Гомеса за збірну Колумбії | Матчі Андреса Гомеса за збірну Колумбії | Матчі Андреса Гомеса за збірну Колумбії |
| №                                       | Дата                                    | Суперник                                | Рахунок                                 | Голи                                    | Картки                                  | Хвилини                                 | Змагання                                |
| --------------------------------------- | --------------------------------------- | --------------------------------------- | --------------------------------------- | --------------------------------------- | --------------------------------------- | --------------------------------------- | --------------------------------------- |
| 1                                       | 10 грудня 2023                          | Венесуела (ол.)                         | 1–0                                     |                                         |                                         | 63'                                     | Товариський матч                        |
| 2                                       | 17 грудня 2023                          | Мексика                                 | 3–2                                     | 1                                       |                                         | 15'                                     | Товариський матч                        |
| 3                                       | 16 листопада 2024                       | Уругвай                                 | 2–3                                     | 1                                       |                                         | 8'                                      | Відбіркові матчі ЧС-2026                |
| 4                                       | 20 листопада 2024                       | Еквадор                                 | 0–1                                     |                                         |                                         | 1'                                      | Відбіркові матчі ЧС-2026                |

Всього: 4 матчі / 2 голи; 2 перемоги, 0 нічиїх, 2 поразки.

## Досягнення
«Мільйонаріос»
- Володар Кубка Колумбії: 2022[31]